# Osusuki i Akomachi
Osusuki i Akomachi – para lisów z mitologii japońskiej.
Zwierzęta te żyły w dawnych czasach. Zanim otrzymał swe imię, męski lis żył przez długie lata na wzgórzu Funaoka w Kioto. Miał białe futro, które lśniło tak, że porównuje się je do lasu sterczących igieł. Był z niego dumny i zadzierał je do góry. Miał on żonę, także białą, jak i on. Na jej szyi tkwiła jednak głowa nie lisa, ale łani. Para ta spłodziła pięcioro dzieci. Rodzina nigdy nie rozstawała się.
Podczas epoki Kōnin, a więc pomiędzy rokiem 810 a 823, w ich życiu zaszły znaczne zmiany. Rodzina lisów wybrała się w podróż, przybywając do Fushimi, głównego chramu bóstwa Inari. W świętym miejscu cała rodzina upadła na ziemię, a ojciec rodziny odezwał się do Inariego, tytułując go Wielkim Bóstwem. Zaznaczył, że pomimo zwierzęcego pochodzenia posiadają naturalną mądrość. Wyraził chęć przysłużenia się światu poprzez rozwój pokoju i pomyślności. Następnie począł skarżyć się, że nie mogą oni zrealizować swych pragnień. W końcu poprosił, by wolno było lisiej rodzinie zostać i zadomowić się w boskim przybytku. Przemowa doszła do uszu bóstwa. Zatrzęsła się ziemia i dał się słyszeć głos dobiegający zza zasłon przybytku wykonanych z bambusa. Głos ten pochwalił prośbę lisa. Wyraził nadzieję na przyjacielskie towarzyszenie czcicielom sanktuarium przez lisy. Ojciec rodziny skierowany został do górnego przybytku i otrzymał imię Osusuki. Jego żonie znaleziono miejsce w dolnym przybytku i nazwano ją Akomachi. Wobec tego cała rodzina lisów złożyła 10 zobowiązań. Przestrzegała ich nie tylko ona, ale wszystkie następne pokolenia lisów chramu Fushimi. Lisy uważano też za wysłanników Inariego.
Legenda o Osusukim i Akomachi ma za zadanie wyjaśnić kult lisów. Z etymologicznego punktu widzenia zwraca się uwagę, że wśród imion określających bóstwo Inari wymieniać można Miketsu. Imię to zapisywano pismem hieroglificznym za pomocą znaków przedstawiających 3 lisy. To doprowadziło do skojarzenia Inariego, bóstwa związanego z ryżem i urodzajem, ze zwierzętami. Jest jeszcze inna hipoteza mająca wyjaśniać połączenie tej bogini i lisów. Mianowicie w przeszłości lisy uważano nie za zwierzęta święte, ale wręcz przeciwnie: za szkodniki. Pragnąc odciągnąć je od domostw ludzkim, zostawiano dlań przysmaki z dala od siedzib ludzkiach: przy drogach, na wzgórzach czy w lasach. Po pewnym czasie zaczęto w takich miejscach stawiać kapliczki. Pomimo że obejmowały one przedstawienia lisów, przypominały kapliczki czczące bóstwa płodności. W końcu oba rodzaje kapliczek weszły w obręb kultu bogini plonów. W każdym razie w niektórych świątyniach Inari w przeszłości rzeczywiście hodowano lisy. W chramie Fushimi-Inari znajduje się też rzeźba wyobrażająca lisa.